# Trhae Mitchell
Trhae Maurice Mitchell (Mableton, 19 agosto 1997) è un cestista statunitense.